# Jogador do Ano da IHF de 2014
IHF World Player of the Year de 2014 foi a 24a premiação de Melhor Jogador de Handball do ano pela Federação Internacional de Handebol (IHF).
A votação ocorreu de 13/02/2015 a 20/02/2015.

## Lista de Indicados
- Fonte:IHF[1]

### Masculino
- Vinicius Souza
- Joan Cañellas
- Thierry Omeyer
- Mikkel Hansen
- Domagoj Duvnjak

### Feminino
- Cristina Neagu
- Isabelle Gulldén
- Duda Amorim
- Marta Mangué
- Heidi Løke

## Resultado da Votação
No dia 25/02/2015, a IHF (Federação Internacional de Handebol) divulgou os resultados da votação. Segundo a entidade, 55 mil fãs e especialistas participaram da votação.
No masculino, o prêmio ficou com o francês Nikola Karabatić, que, com 33,7% dos votos, foi eleito pela segunda vez o melhor jogador de handebol do mundo. O dinamarquês Mikkel Hansen ficou em segundo, com 21% dos votos. Em terceiro lugar ficou o goleiro Thierry Omeyer, com 19,5% dos votos.
No feminino, a brasileira Duda Amorim foi eleita a melhor jogadora do ano de 2014, após receber 35,2% dos votos. Duda tornou-se, assim, a segunda atleta do Brasil a conquistar o prêmio de melhor do mundo (a primeira foi Alexandra Nascimento, em 2012). A romena Cristina Neagu, ficou em segundo, recebendo 25,8% dos votos, e a norueguesa Heidi Løke em terceiro com 16,8%.

### Vencedores
| Categoria | Jogador          | Nacionalidade | Clube             | Ref.  |
| --------- | ---------------- | ------------- | ----------------- | ----- |
| Masculino | Nikola Karabatić | França        | FC Barcelona      | [ 3 ] |
| Feminino  | Duda Amorim      | Brasil        | Győri Audi ETO KC | [ 3 ] |